# لغز الأربع أربعات
لغز الأربع أربعات هو لغز رياضي والهدف منه هو التعبير عن عدد ما باستخدام أربع أربعات فقط.
وذلك باستخدام الرموز الرياضياتيه المتعارفه مثل الجمع والطرح والضرب والمضروب (عاملي) وجذور الاعداد واللوغاريتم ودالة غاما ورفع الاعداد الي اسس
(رياضيات) بشكل عام
امثلة:
- 0 = 4 ÷ 4 × 4 − 4 = 44 − 44
- 1 = 4 ÷ 4 + 4 − 4 = 44 ÷ 44
- 2 = 4 −(4 + 4)÷ 4 = (44 + 4) ÷ 4!
- 3 = (4 × 4 − 4)÷ 4 = (4 + 4 + 4) ÷ 4
- 4 = 4 + 4 ×(4 − 4) = −44 + 4! + 4!
- 5 = (4 × 4 + 4)÷ 4 = (44 − 4!) ÷ 4
- 6 = (4 + 4)÷ 4 + 4 = 4.4 + 4 ×.4
- 7 = 4 + 4 − 4 ÷ 4 = 44 ÷ 4 − 4
- 8 = 4 ÷ 4 × 4 + 4 = 4.4 − .4 + 4
- 9 = 4 ÷ 4 + 4 + 4 = 44 ÷ 4 − √4
- 10 = 4 ÷√4 + 4 ×√4 = (44 − 4) ÷ 4
- 11 = (4!×√4 - 4)÷ 4 = √4 × (4! - √4) ÷ 4
- 12 = 4 ×(4 − 4 ÷ 4) = (44 + 4) ÷ 4
- 13 = (4!×√4 + 4)÷ 4 = (4 − .4) ÷ .4 + 4
- 14 = 4 × 4 - 4 ÷√4 = 4 × (√4 + √4) - √4
- 15 = 4 × 4 − 4 ÷ 4 = 44 ÷ 4 + 4
- 16 = 4 × 4 + 4 − 4 = (44 − 4) ×.4
- 17 = 4 × 4 + 4 ÷ 4 = (44 + 4!)÷ 4
- 18 = 4 × 4 + 4 −√4 = (44 ÷ √4) − 4
- 19 = 4!−(4 + 4 ÷ 4) = (4 + 4 − .4) ÷ .4
- 20 = 4 ×(4 + 4 ÷ 4) = (44 − 4) ÷ √4
- 21 = 4!- 4 + 4 ÷ 4 = (44 − √4) ÷ √4
- 22 = 4!÷ 4 + 4 × 4 = 44 ÷ (4 − √4)
- 23 = 4!+ 4 ÷ 4 −√4 = (44 + √4) ÷ √4
- 24 = 4!+ 4 ×(4 − 4) = (44 + 4) ÷ √4

25 = 4!- 4 ÷ 4 +√4 = (4 + 4 + √4) ÷ .4

## الصيغة العامه
اعطي الكاتب Paul Bourke صيغه عامه للتعبير عن أي عدد باستخدام ثلاث اربعات فقط
{\displaystyle n=-\surd 4\times \ln(\ln(\underbrace {\surd \surd \surd ....\surd 4} _{n})/ln(4))/ln(4)}
حيث n العدد المراد التعبير عنه وفي نفس الوقت عدد الجذور الماخوذة.

## البرهان
نفرض انه يمكن التعبير عن العدد (n) بالصيغة
{\displaystyle 2^{n}=m}
وبأخذ اللوغاريتم الطبيعي للطرفين{\displaystyle \longleftarrow }{\displaystyle n\times ln(2)=ln(m)}ثم نقوم بالتعويض عن (m)
{\displaystyle \therefore n={\frac {ln(2^{n})}{ln(2)}}}
وبضرب الطرف الأيمن في {\displaystyle ({\frac {-2}{-2}})}
{\displaystyle \therefore n={\frac {-2\times ln(2^{n})}{-2\times ln(2)}}} وبأستخدام خواص اللوغاريتمات
{\displaystyle n={\frac {-{\sqrt {4}}\times ln({\frac {1}{2^{n}}})}{ln(4)}}(1)} سوف نقوم بالتعبير عن البسط بصيغه رياضيه اخري للوصول الي الصيغة النهائيه الخاليه من أي عدد عدا الاربعه
نفرض ان {\displaystyle 4^{\frac {1}{2^{n}}}=Z} وبأخذ اللوغاريتم الطبيعي للطرفين واستخدام خواص اللوغاريتمات تصبح الصيغة بالشكل
{\displaystyle {\frac {1}{2^{n}}}={\frac {ln(4^{\frac {1}{2^{n}}})}{ln(4)}}}وبالتعويض في المعادلة (1)
{\displaystyle \because \underbrace {\sqrt {\sqrt {\sqrt {...{\sqrt {4}}}}}} _{n}={\Biggl (}{\frac {1}{4^{\frac {1}{2^{n}}}}}{\Biggr )}}
الصيغة النهائيه بعد التعويض {\displaystyle n={\frac {-{\sqrt {4}}\times ln{\Biggl (}ln{\Biggl (}\underbrace {\sqrt {\sqrt {\sqrt {...{\sqrt {4}}}}}} _{n}{\Biggr )}/ln(4){\Biggr )}}{ln(4)}}}

## صيغه اخري باستخدام العدد 2
{\displaystyle n={\frac {ln{\Biggl (}ln{\Biggl (}\underbrace {\sqrt {\sqrt {\sqrt {...{\sqrt {2}}}}}} _{n}{\Biggr )}/ln(2){\Biggr )}}{-ln(2)}}}

### البرهان
نفرض انه يمكن التعبير عن العدد (n) بالصيغة
{\displaystyle 2^{n}=m}
وبأخذ اللوغاريتم الطبيعي للطرفين {\displaystyle \longleftarrow }{\displaystyle n\times ln(2)=ln(m)}
{\displaystyle \therefore n={\frac {ln(m)}{ln(2)}}}
وبالتعويض عن (m)ب {\displaystyle 2^{n}} {\displaystyle \longleftarrow }{\displaystyle n={\frac {ln(2^{n})}{ln(2)}}}
بضرب الطرف الأيمن في ({\displaystyle {\frac {-1}{-1}}}) إذا تصبح الصيغة
{\displaystyle n={\frac {-ln(2^{n})}{-ln(2)}}} ,
ومن خواص اللوغاريتمات ({\displaystyle -ln(A)=ln(1/A)})
{\displaystyle \therefore n={\frac {ln({\frac {1}{2^{n}}})}{-ln(2)}}\rightarrow (1)}
ثم نقوم بعمل تعبير رياضي مساعد للتعبير عن البسط في المعادلة (1)
نفرض ان {\displaystyle 2^{\frac {1}{2^{n}}}=Z} ثم نقوم بأخذ اللوغاريتم الطبيعي الطرفين {\displaystyle \longleftarrow }خطأ رياضيات (SVG (يمكن تمكين MathML عبر البرنامج المساعد للمتصفح): رد غير صحيح ("Math extension cannot connect to Restbase.") من الخادم "http://localhost:6011/ar.wikipedia.org/v1/":): {\displaystyle \frac{1}{2^n}\times ln(2)=ln(Z) }

{\displaystyle {\frac {1}{2^{n}}}={\frac {ln(2^{\frac {1}{2^{n}}})}{ln(2)}}}حيث قمنا بالتعويض عن ({\displaystyle Z})
بالتعويض في المعادلة (1)
{\displaystyle n={\frac {ln{\Biggl (}ln(2^{\frac {1}{2^{n}}})/ln(2){\Biggr )}}{-ln(2)}}}
{\displaystyle \because \underbrace {\sqrt {\sqrt {\sqrt {...{\sqrt {2}}}}}} _{n}=2^{\frac {1}{2^{n}}}} إذا بالتعويض في المعادلة اعلاه نحصل علي الصيغة النهائيه